# 1941年9月21日の日食

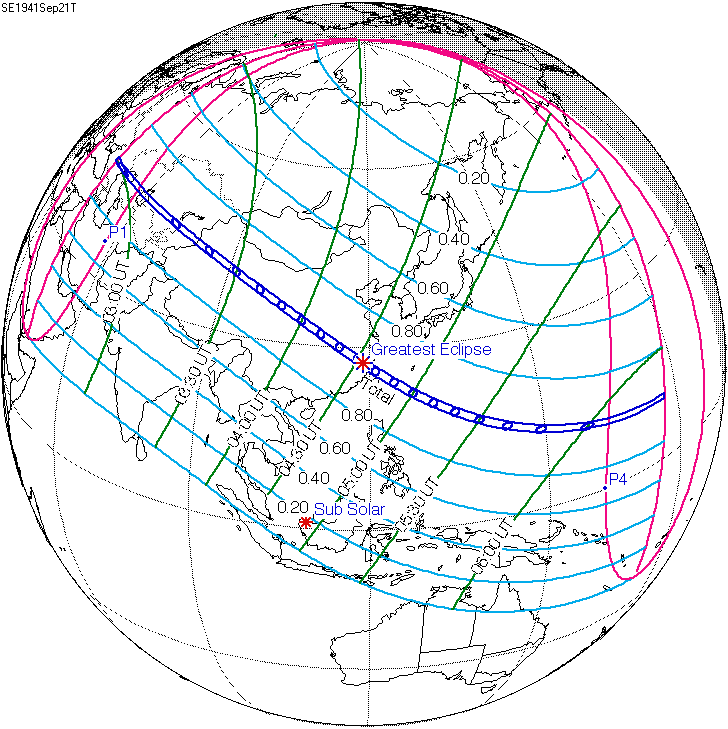

1941年9月21日の日食は、1941年9月21日に観測された日食である。ソ連、中国、日本（当時日本統治下の台湾、アメリカ領北マリアナ諸島、マーシャル諸島の一部を含む）で皆既日食が観測され、アジア北東部、北アメリカのほとんど及び以上の地域の周辺の一部で部分日食が観測された。第二次世界大戦中だったが、参戦していたソ連と中国は観測を行った。

## 通過した地域
皆既帯が通過した、皆既日食が見えた地域はソ連南部（現在のロシアのヨーロッパ部分南部、カザフスタン、キルギス北部）、中国新疆省（現在の新疆ウイグル自治区）から福建省までの広い範囲（主要都市の西寧市・漢口市・南昌市を含む）（皆既食の最大は福建省政和県に位置する）、日本統治時代の台湾台北州北部、沖縄県八重山列島の全ての島・多良間島・水納島、南洋諸島（現在のアメリカ領北マリアナ諸島南部とマーシャル諸島北部）だった。
また、皆既日食が見えなくても、部分日食が見えた地域はヨーロッパ東部、アフリカ北東端、アジアのほとんど、アラスカ準州西端、オーストラリア北端、太平洋西部の多くの島。そのうち大部分では9月21日に日食が見え、国際日付変更線の東の部分では9月20日に見えた。

## 観測
1934年11月、中国紫金山天文台の建設が完了して間もなく、天文学者の高魯は中国日食観測委員会を結成し、1936年と1941年の2回の皆既日食を観測することを提唱した。1936年の皆既日食は中国東北部に見えたが、観測隊は状況に応じてソ連ハバロフスクと日本北海道で観測した。前者は悪天候で失敗し、後者は成功した。それは1941年の日食観測に経験を積み上げた。
1938年スウェーデンのストックホルムで開かれた国際天文学連合第6回総会で、中国と日本代表両方とも中国に観測機械を運び、各国の天文学者に中国での観測を手伝うこと希望した。ただし、日中戦争のため、機材を運搬できず、中華民国中央研究院天文研究所も首都南京市の紫金山から内陸部の雲南省昆明市に疎開した。それでも、中国日食観測委員会は2つの観測隊を派遣した。張鈺哲と高魯率いる北西隊は甘粛省臨洮県で主に天文観測をし、もう1つの南東隊は福建省崇安県（現在の武夷山市）で主に天文と地磁気観測をした。北西隊は1941年6月30日に昆明を出発し、列車で曲靖に行き、自動車に乗り換えて貴陽市・重慶市・天水・蘭州市経由で6週間をかけて8月13日に臨洮に到着した。計3200キロだった。観測隊は何度も故障で途中に滞在し、張鈺哲と高魯などは現地で科学講演会を開き、良い反響を呼んだ。
観測の成功を確保するため、臨洮の近くに砲兵連隊が配置され、蘭州空港でも20機の戦闘機が日本軍機の襲撃に備えた。北西隊が最初に臨洮に着いた何日間、天気が観測に不利で、日食当日の朝も霧があったが、日食中霧が消え、観測が成功した。観測隊は170件余りの実測データを取得し、日食の正確な時刻を測定し、太陽彩層のスペクトルを得、3枚のコロナ写真を撮り、コロナの光度を満月の0.37倍と測定した。また、崇安県では曇りのため、南東隊は観測できなかったが、地磁気の皆既食の段階の変化のデータを取得した。
ロシア科学アカデミーの前身であるソ連科学アカデミーは1939年にこの皆既日食の観測を準備し始めた。最初は当初は28の機関が参加する予定だったが、第二次世界大戦のため、結局7つの機関しか参加しなかった。観測地はカザフ自治ソビエト社会主義共和国（現在のカザフスタン）の首都アルマトイとクズロルダだった。アルマトイで天気が良く、多くの成果が取得された。クズロルダで雲があったが、数枚の写真が撮られた。